# Cantone di Patate
Il cantone di Patate è un cantone dell'Ecuador che si trova nella provincia del Tungurahua.
Il capoluogo del cantone è Patate.

## Riferimento
- Statistica dei dati Patate, su inec.gob.ec (archiviato dall'url originale il 5 marzo 2012).
- Patate posizione nel sistema GIS della Provincia di Tungurahua, su gis.tungurahua.gob.ec. URL consultato il 6 giugno 2012 (archiviato dall'url originale il 22 giugno 2012).